# Karlovac Feričanački
Karlovac Feričanački – wieś w Chorwacji, w żupanii virowiticko-podrawskiej, w mieście Orahovica. W 2011 roku liczyła 12 mieszkańców.